# UCI America Tour 2022
El UCI America Tour 2022 fue la decimoctava edición del calendario ciclístico internacional americano. Se inició el 31 de octubre de 2021 en Venezuela, con la Vuelta a Venezuela, y finalizó el 12 de junio de 2022 con la Vuelta a Colombia en Colombia. Se disputaron ocho competencias, otorgando puntos a los primeros clasificados de las etapas y a la clasificación final.

## Equipos
Los equipos que podían participar en las diferentes carreras dependía de la categoría de las mismas. Los equipos UCI WorldTeam y UCI ProTeam tenían cupo limitado para competir de acuerdo al año correspondiente establecido por la UCI, los equipos Equipos Continentales y selecciones nacionales no tenían restricciones de participación:
| Categoría      | Categoría                       | Equipos                                                                                    |
| -------------- | ------------------------------- | ------------------------------------------------------------------------------------------ |
| .1             | 1.1 (Carrera de un día)         | * UCI WorldTeam (max 50%) * UCI ProTeam * Continentales * Selecciones nacionales           |
| .1             | 2.1 (Carrera de varios días)    | * UCI WorldTeam (max 50%) * UCI ProTeam * Continentales * Selecciones nacionales           |
| .2             | 1.2 (Carrera de un día)         | * UCI ProTeam * Continentales * Selecciones nacionales * Selecciones regionales * Amateurs |
| .2             | 2.2 (Carrera de varios días)    | * UCI ProTeam * Continentales * Selecciones nacionales * Selecciones regionales * Amateurs |
| .Ncup (sub-23) | 1.Ncup (Carrera de un día)      | * Selecciones nacionales * Selecciones mixtas                                              |
| .Ncup (sub-23) | 2.Ncup (Carrera de varios días) | * Selecciones nacionales * Selecciones mixtas                                              |

## Calendario
Las siguientes fueron las carreras que compusieron el calendario UCI America Tour para la temporada 2022 aprobado por la UCI.
| UCI America Tour 2022          | UCI America Tour 2022 | UCI America Tour 2022        | UCI America Tour 2022 | UCI America Tour 2022 |
| Fecha                          | País                  | Carrera                      | Ganador               |                       |
| ------------------------------ | --------------------- | ---------------------------- | --------------------- | --------------------- |
| 31 de octubre – 7 de noviembre | Venezuela             | Vuelta a Venezuela           | Jorge Abreu           |                       |
| 8 – 15 de diciembre            | Ecuador               | Vuelta al Ecuador            | Wilson Haro           |                       |
| 16 – 23 de enero               | Venezuela             | Vuelta al Táchira            | Roniel Campos         |                       |
| 9 – 13 de febrero              | Argentina             | Vuelta del Porvenir San Luis | Nicolás Tivani        |                       |
| 27 de abril – 1 de mayo        | Estados Unidos        | Tour de Gila                 | Sean Gardner          |                       |
| 19 – 22 de mayo                | Estados Unidos        | Joe Martin Stage Race        | Jonathan Clarke       |                       |
| 3 – 12 de junio                | Colombia              | Vuelta a Colombia            | Fabio Duarte          |                       |

## Clasificaciones finales
- Nota: Las clasificaciones finales fueron:[4][5]

### Individual
| Posición | Corredor               | Equipo                | Puntos |
| -------- | ---------------------- | --------------------- | ------ |
| 1.º      | Sergio Higuita         | Bora-Hansgrohe        | 1992   |
| 2.º      | Daniel Felipe Martínez | INEOS Grenadiers      | 1920   |
| 3.º      | Richard Carapaz        | INEOS Grenadiers      | 1706   |
| 4.º      | Neilson Powless        | EF Education-EasyPost | 1079   |
| 5.º      | Miguel Ángel López     | Astana Qazaqstan      | 883    |
| 6.º      | Brandon McNulty        | UAE Emirates          | 880,5  |
| 7.º      | Nairo Quintana         | Arkéa Samsic          | 880    |
| 8.º      | Rigoberto Urán         | EF Education-EasyPost | 691    |
| 9.º      | Magnus Sheffield       | INEOS Grenadiers      | 688    |
| 10.º     | Michael Woods          | Israel-Premier Tech   | 662    |

| Posiciones 11.º al 20.º | Posiciones 11.º al 20.º | Posiciones 11.º al 20.º         | Posiciones 11.º al 20.º |
| ----------------------- | ----------------------- | ------------------------------- | ----------------------- |
| 11.º                    | Esteban Chaves          | EF Education-EasyPost           | 656                     |
| 12.º                    | Iván Ramiro Sosa        | Movistar                        | 572                     |
| 13.º                    | Jhonatan Narváez        | INEOS Grenadiers                | 563                     |
| 14.º                    | Santiago Buitrago       | Bahrain Victorious              | 482                     |
| 15.º                    | Fernando Gaviria        | UAE Emirates                    | 466                     |
| 16.º                    | Hugo Houle              | Israel-Premier Tech             | 458                     |
| 17.º                    | Orluis Aular            | Caja Rural-Seguros RGA          | 437                     |
| 18.º                    | Emiliano Contreras      | Chimbas Te Quiero               | 300                     |
| 19.º                    | Eduardo Sepúlveda       | Drone Hopper-Androni Giocattoli | 285                     |
| 20.º                    | Einer Rubio             | Movistar                        | 284                     |

### Equipos
| Posición | Equipo                      | Puntos |
| -------- | --------------------------- | ------ |
| 1.º      | Human Powered Health        | 876    |
| 2.º      | Panamá es Cultura y Valores | 650    |
| 3.º      | Movistar-Best PC            | 441    |
| 4.º      | Medellín-EPM                | 437    |
| 5.º      | Hagens Berman Axeon         | 436,5  |

### Países
| Posición | País           | Puntos |
| -------- | -------------- | ------ |
| 1.º      | Colombia       | 8076   |
| 2.°      | Estados Unidos | 3578   |
| 3.º      | Ecuador        | 3153   |
| 4.º      | Canadá         | 2297   |
| 5.º      | Argentina      | 1112   |

### Países sub-23
| Posición | País           | Puntos |
| -------- | -------------- | ------ |
| 1.º      | Estados Unidos | 1262   |
| 2.º      | Colombia       | 577    |
| 3.º      | Ecuador        | 332    |
| 4.º      | Panamá         | 282    |
| 5.º      | Argentina      | 253    |